# Einspruch
Der Einspruch ist
- eine – förmliche – Willenserklärung und/oder das – nicht-förmliche – Widersprechen[1], mit der/dem Menschen zu erkennen geben, mit einer Entscheidung oder einem Verfahren nicht einverstanden zu sein,
- eine Möglichkeit, gegen eine nachteilige Entscheidung einer Behörde vorzugehen,
- ein Rechtsbehelf, der gegen bestimmte Verwaltungsakte eingelegt werden kann.
- ein Rechtsbehelf gegen bestimmte gerichtliche Entscheidungen.

## Deutsches Recht
Der Einspruch ist im deutschen Recht insbesondere gegeben
- gegen ein Versäumnisurteil, § 338 Zivilprozessordnung (ZPO)
- gegen einen Vollstreckungsbescheid, § 700 ZPO in Verbindung mit § 338 ZPO
- gegen einen Bußgeldbescheid bei Ordnungswidrigkeiten, § 67 des Gesetzes über Ordnungswidrigkeiten (OWiG)
- gegen einen Strafbefehl, § 410 Strafprozessordnung (StPO)
- gegen Steuerbescheide und andere Verwaltungsakte der Finanzbehörden, §§ 347 ff. Abgabenordnung (AO).
- gegen Patente innerhalb der Einspruchsfrist (Deutschland 9 Monate, Europa 9 Monate), § 59 Patentgesetz (PatG), Art. 99 Übereinkommen über die Erteilung europäischer Patente (EPÜ)

Davon zu unterscheiden ist der Einspruch des Arbeitnehmers beim Betriebsrat gegen eine arbeitgeberseitige Kündigung des Arbeitsverhältnisses nach § 3 Kündigungsschutzgesetz (KSchG), der aber nicht zur Wahrung der Rechte gegen die Kündigung ausreicht und daher in der Praxis eine untergeordnete Rolle spielt (zur Rechtswahrung ist eine Klage beim Arbeitsgericht innerhalb von drei Wochen nach Zugang der Kündigung erforderlich).

### Rechtsbehelfsbelehrung
Ähnlich wie die Belehrung zum Recht des Widerspruchs, muss die Rechtsbehelfsbelehrung zur Möglichkeit des Einspruchs innerhalb eines Monats bestimmte Anforderungen erfüllen. Sind diese nicht erfüllt, so kann nach § 356 Abs. 2 Satz 1 Abgabenordnung (AO) noch innerhalb eines Jahres Einspruch eingelegt werden.
Die Frist beginnt nach § 356 Abs. 1 AO nur zu laufen, wenn neben der Möglichkeit, einen Rechtsbehelf einzulegen, auch die Behörde oder das Gericht benannt werden, bei denen der Rechtsbehelf anzubringen ist, sowie deren Sitz und die einzuhaltende Frist schriftlich oder elektronisch benannt werden. 
Ungültig ist eine Rechtsbehelfsbelehrung auch, wenn die wesentlichen Aussagen nach § 356 Abs. 1 AO, § 55 Abs. 1 FGO unrichtig, unvollständig oder missverständlich formuliert sind. Enthält eine Rechtsbehelfsbelehrung noch zusätzliche Angaben, so müssen auch diese richtig und unmissverständlich gefasst sein.

### Einspruch im Steuerrecht
Der Einspruch ist innerhalb eines Monats nach Bekanntgabe des Verwaltungsaktes (Einspruchsfrist, § 355 Abs. 1 AO), bei unrichtiger oder unterlassener Belehrung binnen eines Jahres (§ 356 Abs. 2 AO), schriftlich oder elektronisch zu erheben oder zur Niederschrift zu erklären (§ 357 Abs. 1 S. 1 AO).
Im Gegensatz zum Widerspruch im allgemeinen Verwaltungsrecht oder Sozialrecht, kann der Einspruch auch per E-Mail (elektronisch) eingereicht werden, da § 357 Abs. 1 S. 1 AO ausdrücklich nicht die elektronische Form verlangt.
Einspruchsbefugt ist gem. § 350 AO der durch den Verwaltungsakt Beschwerte. Bei einem Steuerbescheid ist dies stets der Steuerpflichtige als Inhaltsadressat. Zur Einspruchsbefugnis bei einheitlichen und gesonderten Feststellungen siehe § 352 AO, zur Einspruchsbefugnis des Rechtsnachfolgers siehe § 353 AO.
Damit ein Einspruch erfolgreich ist, muss er statthaft, zulässig und begründet sein:
- Statthaft ist er insbesondere gegen Verwaltungsakte in Abgabenangelegenheiten, also gegen Steuerbescheide (§ 347 Abs. 1 S. 1 Nr. 1 AO), den Steuerbescheiden gleichgestellte Verwaltungsakte und sonstige Verwaltungsakten nach der AO.
- Zulässig ist er, wenn der vom Verwaltungsakt oder dessen Unterlassung Betroffene eine Rechtsverletzung oder Ermessenswidrigkeit geltend machen kann und ein Rechtsschutzbedürfnis hat, also dem Anliegen nicht auf einfacherem Wege als dem Einspruch stattgegeben werden kann (Anwendungserlass zur Abgabenordnung, AEAO zu § 350 Nr. 6 Abs. 1).
- Liegen die beiden Voraussetzungen vor, ist der angefochtene Verwaltungsakt schließlich materiell auf seine Rechtmäßigkeit zu prüfen (Begründetheit).

Oftmals kann der Steuerpflichtige sich auf ein bereits anhängiges Verfahren berufen und das Ruhen des Verfahrens beantragen:
- nach § 363 Abs. 2 S. 1 AO, wenn wegen der Streitfrage vor einem Finanzgericht (FG) ein Prozess anhängig ist – in diesem Fall hat das Finanzamt ein Ermessen bei der Entscheidung über das Ruhen des Verfahrens;
- nach § 363 Abs. 2 S. 2 AO, wenn wegen der Verfassungsmäßigkeit einer Rechtsnorm oder wegen einer Rechtsfrage ein Verfahren beim EuGH (Europäischer Gerichtshof), beim Bundesverfassungsgericht (BVerfG) oder bei einem obersten Bundesgericht (i. d. R. Bundesfinanzhof [BFH]) anhängig ist – in diesem Fall ruht das Verfahren zwingend.

Im Rahmen der Einspruchsentscheidung ist der gesamte Steuerbescheid in vollem Umfang erneut zu prüfen und kann dabei auch zum Nachteil des Einspruchsführers geändert werden. Allerdings ist dieser zuvor auf diese Möglichkeit unter Angabe von Gründen hinzuweisen.
Durch den Einspruch wird die Vollziehung des Verwaltungsaktes im Regelfall nicht gehemmt (§ 361 Abs. 1 AO), so dass ggf. Steuerzahlungen weiterhin zu leisten sind. Die Aussetzung der Steuerzahlung kann in besonderen Fällen durch einen Antrag auf Aussetzung der Vollziehung erreicht werden (§ 361 Abs. 2 AO). Dieser kommt allerdings nur bei ernstlichen Zweifeln an der Rechtmäßigkeit des Steuerbescheid infrage oder wenn die Vollziehung des Steuerbescheids für die betroffene Person eine unbillige, nicht durch überwiegende öffentliche Interessen gebotene Härte zur Folge hätte. Im Falle der Ablehnung kann das Finanzgericht gem. § 69 FGO angerufen werden (§ 361 Abs. 5 AO).

## Österreichisches Recht
Im österreichischen Recht gibt es den Einspruch
- gegen einen bedingten Zahlungsbefehl im Zivilprozess (§ 248 ZPO);
- gegen eine Strafverfügung im Verwaltungsstrafverfahren (§ 49 VStG).

Der Einspruch ist innerhalb von zwei Wochen bei der Behörde einzubringen, die die Verfügung ausgestellt hat. Ein Einspruch kann mündlich oder schriftlich erfolgen und setzt die beeinspruchten Teile der Strafverfügung außer Kraft. Beeinsprucht werden kann sowohl nur die Strafhöhe als auch einzelne Punkte bzw. die gesamte Verfügung. Die Reaktion der Behörde darauf ist entweder die Einstellung des Verfahrens oder die Einleitung des ordentlichen Verfahrens. In diesem muss der Beschuldigte Gelegenheit zur Rechtfertigung erhalten (§ 40 VStG), sofern eine solche nicht bereits im Einspruch enthalten ist. Dies erfolgt durch Aufforderung zu einer schriftlichen Stellungnahme oder Vorladung zur mündlichen Einvernahme. Im darauf folgenden Straferkenntnis darf keine höhere Strafe verhängt werden als in der beeinspruchten Strafverfügung. Es sind jedoch 10 Prozent der Strafe als Verfahrenskosten zu zahlen.
Weiters gibt es den Einspruch gegen die Patenterteilung (§ 102 PatG). Dieser muss innerhalb von vier Monaten ab dem Tag der Bekanntmachung der Erteilung des Patentes im Patentblatt erhoben werden, wenn der Gegenstand des Patentes bestimmte Erfordernisse für eine Patenterteilung nicht erfüllt.

## Schweizerisches Recht
Siehe Einsprache.

## Recht der Vereinigten Staaten
Nach dem jeweiligen law of evidence (Beweisrecht) unzulässige Fragen während der Befragung kann im Strafprozess oder Zivilprozess die andere Partei durch Einspruch (englisch objection) beanstanden lassen und eine Entscheidung des Gerichts über die Zulässigkeit herbeiführen. Der Einspruch ist hier eine Einwendung, über die sofort durch den Richter entschieden wird. Gibt er dem Einspruch statt (englisch sustained), muss der Befragte nicht mehr antworten, wird er abgelehnt (englisch overruled), ist die Antwort erforderlich.